# جون روبرتسون (لاعب كرة قدم بريطاني)
جون روبرتسون (بالإنجليزية: John Robertson)‏ (8 يناير 1974 بليفربول في المملكة المتحدة - ) هو لاعب كرة قدم بريطاني في مركز الدفاع. لعب مع نادي ساوثبورت وويغان أتلتيك وLancaster City F.C. ‏ ونادي ستاليبريدج سيلتيك ولينكولن سيتي أف سي وليه جنيسيس ‏ ونادي رانكورن هالتون.

## وصلات خارجية
- جون روبرتسون على موقع قاعدة بيانات كرة القدم.إي يو (الإنجليزية)